# Protojaniroides ficki
Protojaniroides ficki is een pissebed uit de familie Protojaniridae. De wetenschappelijke naam van de soort is voor het eerst geldig gepubliceerd in 1957 door Chappius & Delamare.